# Kan'onji

Kan'onji (観音寺市 Kan-onji-shi?) este un municipiu din Japonia, prefectura Kagawa.